# Ausson
Ausson é uma comuna francesa na região administrativa da Occitânia, no departamento do Alto Garona. Estende-se por uma área de 4.39 km², com 588 habitantes, segundo o censo de 2018, com uma densidade de 130 hab/km².